# ولشبیلیگ
ولشبیلیگ (به آلمانی: Welschbillig) یک شهر در آلمان است که در تریر-زاربورگ واقع شده‌است. ولشبیلیگ ۲٬۵۷۲ نفر جمعیت دارد.